# Samlandicmeta mutila
Genre
Espèce
Samlandicmeta mutila, unique représentant du genre Samlandicmeta, est une espèce fossile d'araignées aranéomorphes de la famille des Tetragnathidae.

## Distribution
Cette espèce a été découverte dans de l'ambre de la mer Baltique. Elle date du Paléogène.

## Publication originale
- Wunderlich, 2012 : New fossil spiders (Araneae) of eight families in Eocene Baltic amber, and revisions of selected taxa. Beiträge zur Araneologie, vol. 7, p. 94–149.